# Reprise Records

If I Had a Hammer von Trini Lopez, veröffentlicht bei Reprise Records

Reprise Records ist ein zunächst unabhängiges US-amerikanisches Plattenlabel, das von Frank Sinatra im Jahr 1960 gegründet wurde.

## Anfänge
Frank Sinatra nutzte das Label auch für seine eigene Plattenkarriere, denn er versprach sich bei einem eigenen Plattenlabel mehr künstlerische Freiheit. Als erste Single erschien von ihm das im Februar 1961 veröffentlichte The Second Time Around (Reprise #20001). Typisch für Frank Sinatra war das am 3. Mai 1961 entstandene It’s A Wonderful World mit Bigband im Swingstil.
In kurzer Zeit gelang es dem Label, mit Sammy Davis junior und Dean Martin das Rat Pack auch bei einer Plattenfirma zu vereinen und zum Labelkatalog hinzuzufügen. Auch Sinatras älteste Tochter Nancy Sinatra erhielt im Juni 1961 einen Plattenvertrag. Während Vater Frank ab 1962 dem Label wenigstens zu mittleren oder unteren Platzierungen in der Hitparade verhalf, kamen Nancys Platten 4 Jahre lang nicht in die Charts. Die hitlose Serie begann mit Cufflinks and A Tie Clip (#20017) im Juni 1961 als eine der ersten Platten des neuen Labels; Nancy war gerade 21 Jahre alt geworden. Das Life-Magazin stellte Nancy daraufhin in seiner Ausgabe vom 30. Juni 1961 als neue Sängerin vor, das Billboard-Magazin zog nach. Billboard präsentierte in einer seitenfüllenden Werbeanzeige am 14. August 1961 ihre erste Platte für das vom Vater Frank Sinatra gerade gegründete Plattenlabel Reprise.
Außerdem steuerte Sinatra bei Reprise Records einen „Jazz-Kurs“. Er machte Neal Hefti zum Repertoirechef und Duke Ellington zum „Jazz-Direktor“. Bereits im ersten Programm des Labels waren Jimmy Witherspoon, Ben Webster und die Hi-Lo’s enthalten. Es folgten Verträge mit Frank Rosolino, Jack Sheldon, Chico Hamilton, Barney Kessel, Count Basie, Dizzy Gillespie, Jon Hendricks, Mavis Rivers und Mance Lipscomb.

## Verkauf
Im September 1963 verkaufte Frank Sinatra sein eigenes Label Reprise Records an Warner Brothers und erhielt neben einer Zahlung von zwei Millionen Dollar auch den Posten des Vizepräsidenten der Film-Mutterfirma. Zurzeit ist Reprise ein Teil der Warner Music Group.

## Erster großer Hit
Das von Warner Brothers vertriebene Label Reprise musste bis zum Jahr 1964 auf die erste Nummer eins warten, als das von Ken Lane geschriebene Everybody Loves Somebody in der Interpretation von Dean Martin ab 15. August 1964 für eine Woche an der ersten Stelle der Hitparade stand. Nancy Sinatra indes hatte 10 Singles ohne Hitparadenresonanz herausgebracht, bis sie im Oktober 1965 mit dem Produzenten Lee Hazlewood zusammenarbeitete. Nach einem kleineren Hit So Long Babe kam der Durchbruch mit dem im Februar 1966 veröffentlichten Millionenseller These Boots Are Made for Walkin’, arrangiert von Billy Strange und 4 Millionen Mal verkauft.

## Weitere Hits
1963 wurde die Single If I Had a Hammer von Trini Lopez veröffentlicht, die sich auf Platz 3 der Bill Board Hot 100 platzieren konnte. Im Mai 1966 kam der von Bert Kaempfert komponierte Evergreen Strangers in the Night auf den Markt, der ebenfalls Millionensellerstatus erreichte und 4 Grammy Awards einbrachte. Der Titel war Sinatras erste Topplatzierung in der Pophitparade seit 11 Jahren. Im November 1966 brachte Tochter Nancy den Millionenseller Sugar Town heraus. Im März 1967 kam ein Duett zwischen Nancy Sinatra mit ihrem Vater auf den Markt. Somethin' Stupid, erneut arrangiert von Billy Strange, verkaufte ebenfalls über eine Million Exemplare. 1966 nahm Reprise Jimi Hendrix unter Vertrag, der mit Hey Joe seinen ersten Hit verbuchen konnte. 1968 erschien der Titel Tip-Toe Thru’ The Tulips With Me  von Tiny Tim bei Reprise Records.

## Repertoire
Das musikalische Spektrum des Labels deckt viele verschiedene Bereiche ab: Neben Mainstreamgrößen wie Cher, Eric Clapton und Madonna veröffentlichten auch Alternative-Bands wie Avenged Sevenfold, Built to Spill und Glassjaw auf Reprise. Unter den weiteren Künstlern sind außerdem die Metalbands Slayer, Mastodon und Metallica, die Punkgruppen Green Day und Less Than Jake sowie Künstler aus den Bereichen R&B (Mis-Teeq), Trip-Hop (Morcheeba), elektronische Musik (Paul Oakenfold) und Country (Faith Hill).

## Künstler (Auswahl)
- The B-52’s
- Barenaked Ladies
- Beach Boys
- The Blossoms
- Michael Bublé
- Eric Clapton
- Paula Cole
- Ry Cooder
- Crosby, Stills, Nash & Young
- Deftones
- Depeche Mode
- Disturbed
- Duke Ellington Orchestra
- Fats Domino
- Enya
- The Films
- Flaming Lips
- Fleetwood Mac
- Goo Goo Dolls
- Green Day
- Head Automatica
- Jimi Hendrix
- Don Henley
- Chris Isaak
- Jethro Tull
- The Kinks
- Mark Knopfler
- k. d. lang
- Miriam Makeba
- Mastodon
- My Chemical Romance
- New Order
- Randy Newman
- Stevie Nicks
- Oasis
- Tom Petty and the Heartbreakers
- R.E.M.
- Red Hot Chili Peppers
- Lou Reed
- Little Richard
- Kenny Rogers
- Adam Sandler
- Taking Back Sunday
- T. Rex
- Tiny Tim
- The Used
- Neil Young
- Frank Zappa